# Otto Fickeisen
Otto Fickeisen, född 24 december 1879, död 15 december 1963, var en tysk roddare.
Fickeisen tävlade för Tyskland vid olympiska sommarspelen 1900 i Paris, där han var med och tog brons i fyra med styrman.
Fickeisen tog guld i fyra med styrman vid olympiska sommarspelen 1912 i Stockholm. Övriga i Tysklands lag var hans bror Rudolf Fickeisen samt Albert Arnheiter och Hermann Wilker.